# Alfred Duvaucel
Alfred Duvaucel (1793 - 1825) foi um naturalista francês. Era enteado de Georges Cuvier.